# Rejotangan (plaats)
Rejotangan is een bestuurslaag in het regentschap Tulungagung van de provincie Oost-Java, Indonesië. Rejotangan telt 8065 inwoners (volkstelling 2010).